# تری بل (بازیکن فوتبال)
تری بل (انگلیسی: Terry Bell; ۱ اوت ۱۹۴۴ – ۱۵ مهٔ ۲۰۱۴) بازیکن فوتبال اهل بریتانیا بود.
از باشگاه‌هایی که در آن بازی کرده‌است می‌توان به باشگاه فوتبال هیلینگدون بورو، باشگاه فوتبال ناتینگهام فارست، باشگاه فوتبال پورتسموث، باشگاه فوتبال برتون آلبیون، باشگاه فوتبال هارتل پول یونایتد، باشگاه فوتبال ردینگ، باشگاه فوتبال نانیتون تاون، باشگاه فوتبال منچستر سیتی، و باشگاه فوتبال آلدرشات تاون اشاره کرد.